# 陈光旭
陈光旭（1905年—1987年11月14日），男，河南淅川人，中国有机化学家、化学教育家，北京师范大学教授，曾任中国化学会常务理事，九三学社中央委员会委员。